# 등웨
등웨(邓岳, 1918-2000)는 중국의 군인이자 정치인이다.

## 생애
그는 홍군에 소년병으로 참전하여 장정에 참여하였다. 중국인민항일군사정치대학의 분교대장, 간부대대 대대장, 군관구 참모장, 팔로군 부연대장을 역임하고, 국공내전 당시 인민해방군의 사단장이 되었다. 라오선전투와 핑진전투에 참가하였다.
한국전쟁에 참전하여 운산 전투와 온정리 전투에 공을 세워 부사령관이 된 후 중국으로 돌아가 38군 군장되었고 소장으로 진급하였다. 후에는 여대시(旅大市)혁명위원회주임과 남경군구부사령관을 역임하였다.

### 한국전쟁
그는 118사단의 사단장으로 제40군의 좌익을 맞아 압록강을 건너 닷새 밤을 강행군하여 신ㄹㄴ을 지나 북진 지구에 접근하였다. 그의 부대는 중국군이 압록강을 건너 참전한후 최초로 유전군과 교전을 벌인 부대중의 하나가 되었다.